# Лопатино (Хвойнинский район)
Лопатино — деревня в Хвойнинском муниципальном районе Новгородской области, относится к Песскому сельскому поселению.
- По официальной статистике населения[1] на 2017 год постоянных жителей в деревни нет, но число непостоянных (дачников) превышает 20 человек.
- В д. Лопатино 19 пригодных для жилья домов[3].
- Все ближайшие социально-значимые объекты находятся в соседней деревне Ракитино. (1,5 км)

## История
История деревни насчитывает несколько столетий.
Свое название деревня не меняла. Топонимика неоднозначна: по одной версии, название деревни — антропоним, по другой — оно произошло от территориального очертания деревни, напоминающего форму лопаты.
Деревня Лопатино основана в 1745 году. В Российской империи административно-территориальное деление было другим, поэтому деревня располагалась на территории тогда ещё Новгородской губернии (1727—1944) Боровичского уезда (1773—1927) Миголощской волости (ныне Хвойнинский район).

В XIX веке деревня Лопатино принадлежала дворянской семье Свяцких .Свяцкий Владимир Николаевич (04.11.1865 -?) был георгиевским кавалером; генерал-майором; участвовал в Первой мировой войне; позже добровольно вступил в ряды РККА. Он был женат на Свяцкой (в девичестве Эсмонт) Татьяне Николаевне (1868 -?). Усадьба в Лопатино принадлежала матери Владимира Николаевича. Именно она значится в «Списках населённых мест Новгородской губернии»:
«Лопатинское общество: занятых дворовыми постройками мест — 12, сколько жилых строений — 26, мужчин — 31, женщин — 27, хлебозапасный магазин, мелочная лавка».
«Лопатино (усадьба Марии Васильевны Свяцкой): занятых дворовыми постройками мест — 1, сколь-ко жилых строений — 3, мужчин — 33, женщин — 2». 
«Лопатино (усадьба Марии Владимировны Свяцкой): занятых дворовыми постройками мест — 2, сколько жилых строений — 2, мужчин — нет, женщин — нет».
В 1909 году у Владимира Николаевича возникли финансовые трудности, и он продаёт за долги свои имения, в том числе усадьбу в д. Лопатино. Объявление в «Олонецких губернских ведомостях», вторник 24 ноября 1909 года:
«Судебный пристав Новгородского окружного суда Н. С. Карпов, жит. в гор. Новгороде, по Московской ул. д. Митрофанова за Федоровским ручьем, согласно 1141 и 1146 ст.ст. устава гр. суд., объявляет, что 30 января 1910 года, начиная в 10 час. утра, в зале гражданского отделения Новгородского окружного суда, будет им производится публичная продажа недвижимых имений, принадлежащих полковнику Владимиру Николаевичу Свяцкому, находящихся Новгородской губ., Боровичского уезда и заключающихся: 1) Миголощской вол., близ д. Лопатиной в земле под названием „д. Лопатино“ с пустошами: „Шваренец“, „Давыдково“ и „Клементьево“ Логиново тож в ко-личестве 700 дес.; […]Означенные имения под № 1 и 2 состоят в залоге у гвардии полковника Ивана Николаевича Глинка в сумме 23000 руб. по закладной, утвер. 20 февраля 1907 г сроком на три года и все другие имения того же Свяцкого в государ. дворян. земельн. банке в сумме 9800 руб., как значится по справке старшего нотариуса суда и под № 3, 4 и 5 у жены полковника Антонины Васильевной Мартыновой в сумме 20000 руб. Означенные имения назначены в публичную продажу за неплатеж Свяцким долга С-Петербургскому о-ву взаим. кредита 3521 руб. 25 коп. с проц., учитильнице Аделаиде Карловне Инганд 10743 руб. 4 коп. с проц., Невельскому мещ. Иоселю Иоселевичу Соминскому 25000 руб. с проц., и полковнику Ивану Николаевичу Глинка по закладной креп. 23900 руб. 41 коп. с проц.. Означенные имения для публичной продажи оценены: 1-е в 7000 руб., 2-е в 1200 руб., 3-е в 800 руб., 4-е в 2880 руб., 5-е в 6000 руб., и 6-е в 500 руб. с каковых сумм и начнутся торги за каждое имение отдельно».

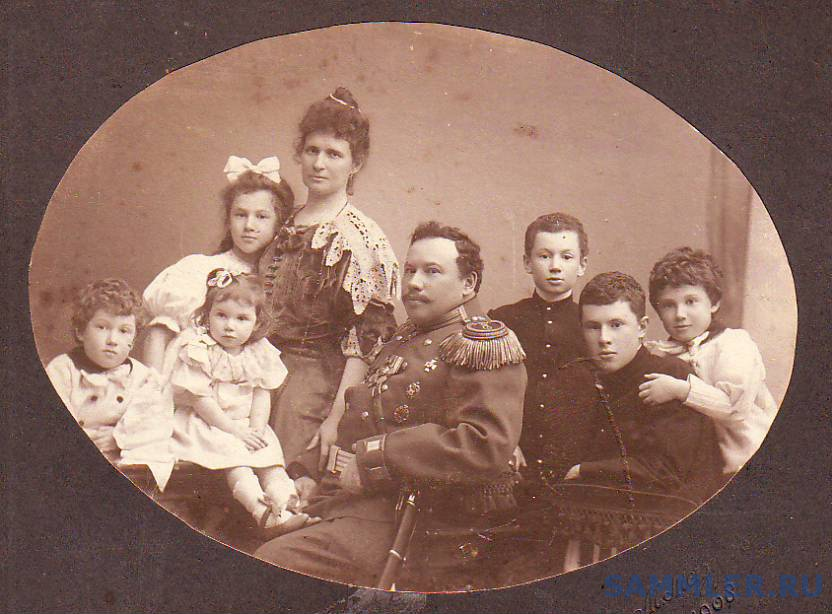
Семья Свяцких.
На фото: Владимир Николаевич с женой Татьяной и детьми.

Но так или иначе, свои финансовые дела он уладил и усадьбу в Лопатино не продал.
В «Проекте сети врачебных участков в Боровичском уезде, составленный врачом П. В. Крымгольцъ» упоминается, что в Лопатино на 1911 год проживало 78 человек.
Наступает 1917 год. Рушится империя. Усадьба, возможно, как и другие старые дворянские гнёзда в пореформенное время оскудела и была заброшена. На сегодняшний день в деревне не осталось никаких признаков существования усадьбы.
Решением Новгородского облисполкома от 18 сентября 1958 г. № 596 деревня Лопатино вошла в состав Ракитинского сельсовета.
| 2009 | 2010 |
| ---- | ---- |
| 2    | ↘1   |

## География
Деревня расположена в западной части Хвойнинского района к югу от станции Ракитино.
Расстояние до административного центра поселения — села Песь, 16 км .
Расстояние до ближайшей железнодорожной станции Ракитино — 7 км.
Лопатино находится на высоте 195 метров над уровнем моря (очень высокий показатель по Новгородской области).
Ближайшие водоемы — озеро Лопатинское (500 м), Среднее (800 м) и Ракитинское (2 км). На востоке деревню полностью окружает болото.
Берега Лопатинского озера (Шваринцово, Шваренец, Тверинец) сильно заболочены. В озере водятся в основном плотва, язь, карась и окунь, встречаются и попадаются подлещик и щука.
Тип климата: умеренно континентальный, близкий к морскому, характеризуется избыточной влажностью.

### Растительность
Деревню окружают поля и леса смешанного типа. Вся окружающая растительность представлена в основном лесными растительными ассоциациями. Леса богаты грибами и ягодами (брусникой, черникой, малиной, земляникой и т. д.), лекарственными растениями. Из грибов наиболее ценные — белый гриб, подосиновик, лисичка, подберёзовик. К числу лесных, а также болотных и луговых трав, использующихся как лекарственное сырье, относятся зверобой, мята, чистотел, одуванчик и т. п.

Растительность лугов, окружающих деревню, разнообразна и состоит из злаков, бобовых, осок и разнотравья.

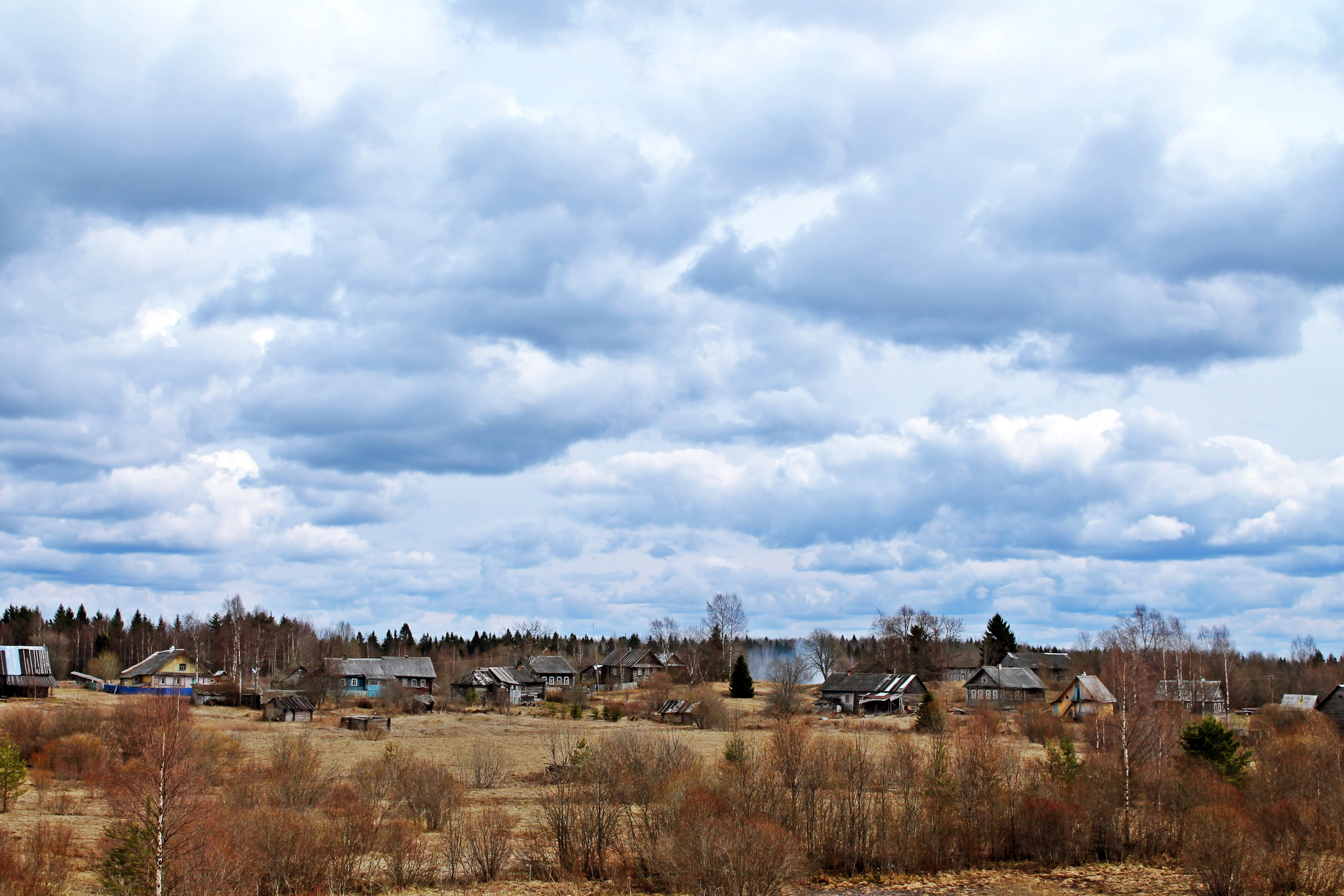
деревня Лопатино
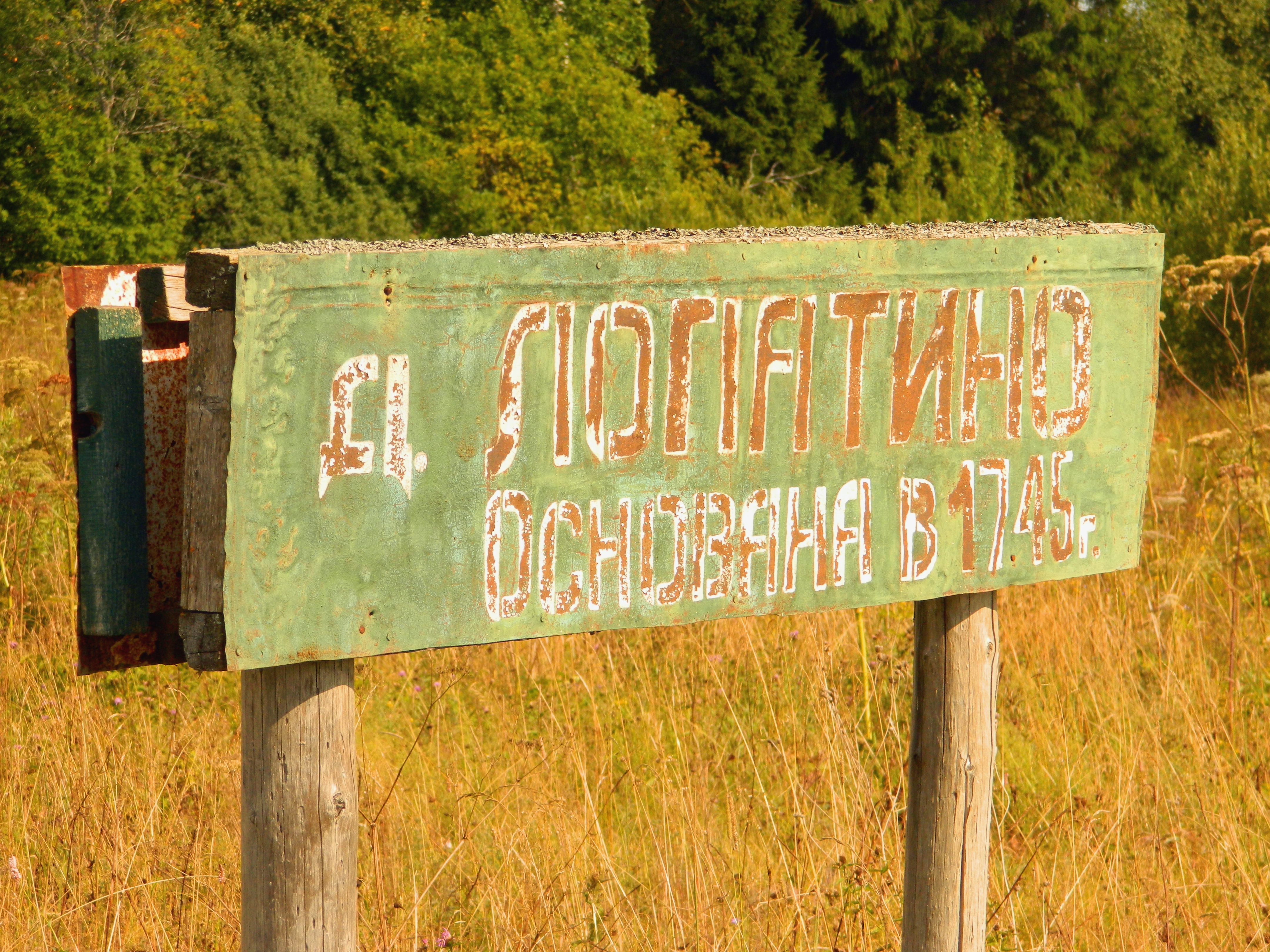
деревня Лопатино
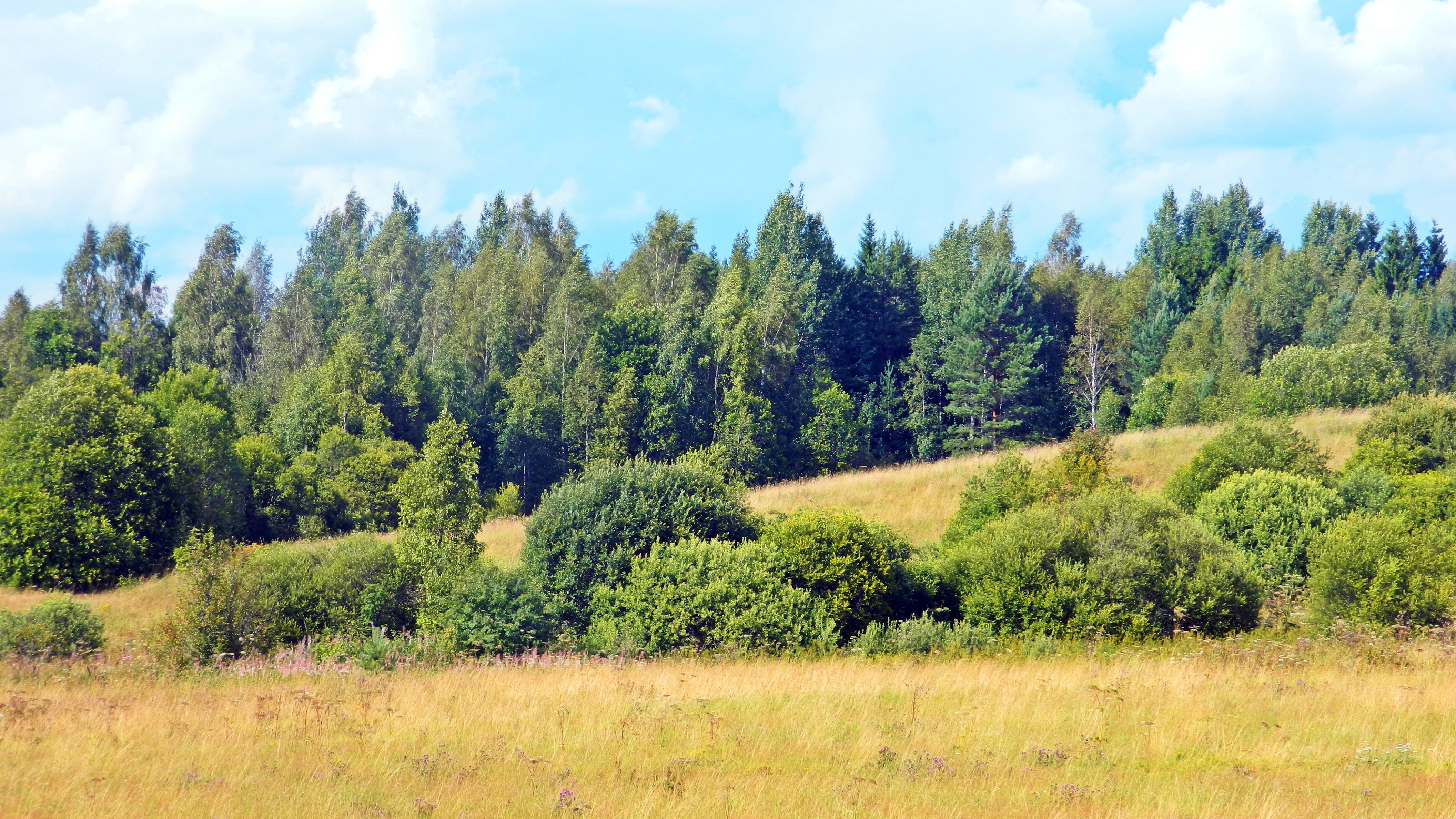
Лопатино
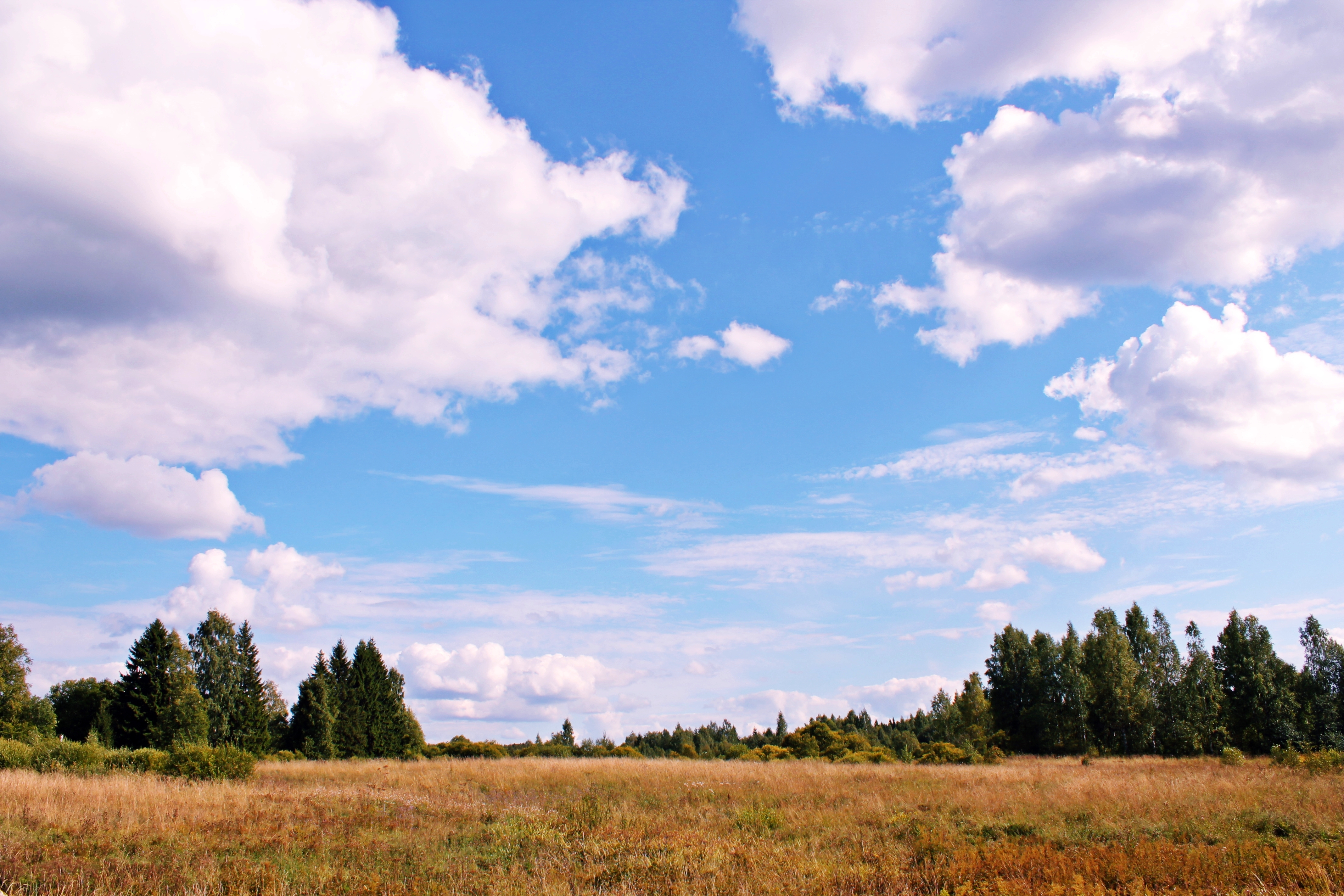
Лопатино